# Ephebopus
Genre
Ephebopus est un genre d'araignées mygalomorphes de la famille des Theraphosidae.

## Distribution
Les espèces de ce genre se rencontrent dans le Nord de l'Amérique du Sud.

## Liste des espèces
Selon World Spider Catalog (version 14.0, 2013) :
- Ephebopus cyanognathus West & Marshall, 2000
- Ephebopus foliatus West, Marshall, Sayuri Fukushima & Bertani, 2008
- Ephebopus murinus (Walckenaer, 1837)
- Ephebopus rufescens West & Marshall, 2000
- Ephebopus uatuman Lucas, Silva & Bertani, 1992

## Publication originale
- Simon, 1892 : Histoire naturelle des araignées. Paris, vol. 1, p. 1-256 (texte intégral).